# Personaggi de La fantastica signora Maisel

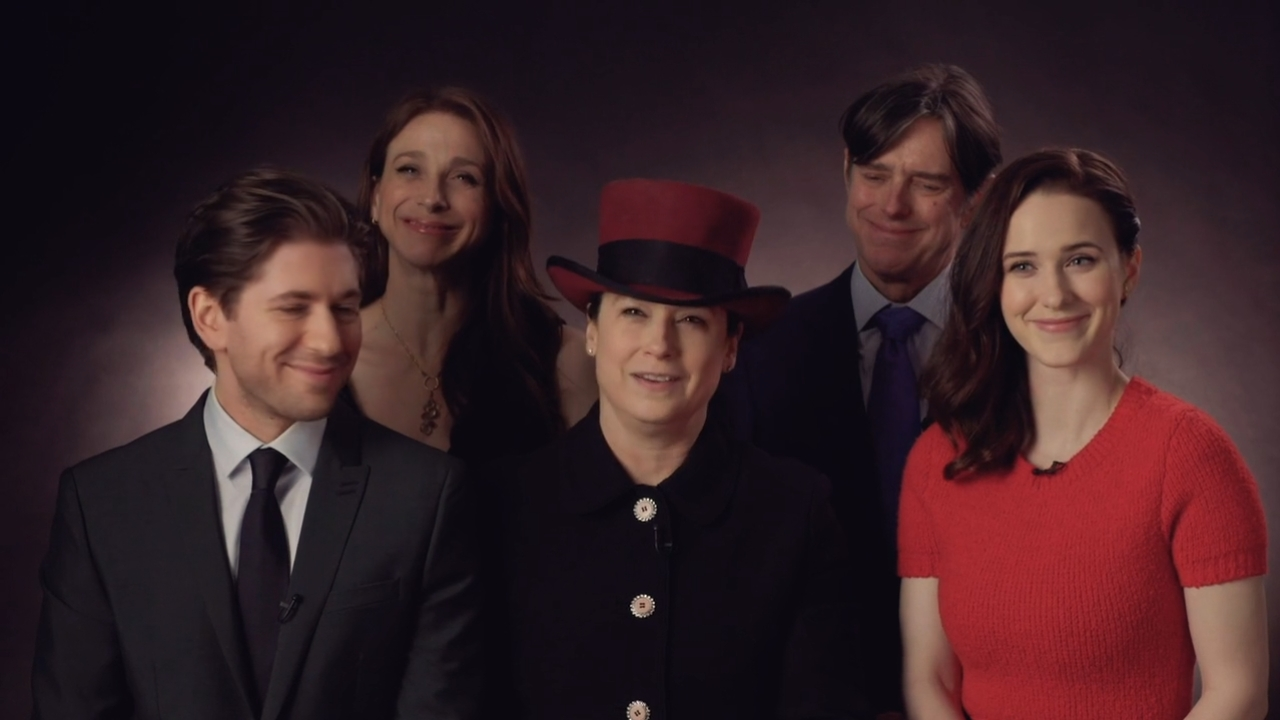
Il cast principale originalmente previsto per la serie

Questa è una lista dei personaggi della serie televisiva La fantastica signora Maisel.

## Personaggi principali
- Miriam Maisel, nata Weissman e detta Midge (stagioni 1-5), interpretata da Rachel Brosnahan (stagioni 1-5) e da Abigail Donaghy (Miriam a sedici anni, ep. 4x07), doppiata in italiano da Valentina Favazza.[1][2]
Miriam Maisel è una casalinga della borghesia ebraica newyorkese che, dopo essere stata lasciata dal marito Joel, entra casualmente nel mondo della stand-up comedy, improvvisando una esibizione al Gaslight Cafe di New York, in cui esibisce il seno nudo e per questo viene arrestata. Questo le permette di conoscere per caso Lenny Bruce, dopodiché, supportata dalla sua manager Susie, decide di farsi strada, tra la disapprovazione di genitori e parenti, nei club della sua città, aspirando al successo come stand-up comedian, ruolo normalmente precluso alle donne, cosa che infatti le crea non poche difficoltà.
Il personaggio non è ispirato palesemente ad alcuna persona reale, "Midge è Midge", ha infatti affermato l'attrice Rachel Brosnahan a tal proposito, anche se Midge Maisel può rimandare ad alcune figure storiche come Jean Carroll, Joan Rivers e Phyllis Diller.[3] Il personaggio di Midge Maisel è inoltre valso alla sua interprete due Golden Globe, due Critics' Choice Award, un Premio Emmy, due Screen Actors Guild Award e numerosi altri premi e candidature.[4]
- Susie Myerson (stagioni 1-5), interpretata da Alex Borstein, doppiata da Tatiana Dessi.[1][5]
Il personaggio è inventato, ma Alex Borstein, l'attrice che la interpreta, sostiene di essersi ispirata a Sue Mengers, celebre agente di quel periodo.[3]
- Joel Maisel (stagioni 1-5), interpretato da Michael Zegen, doppiato in italiano da Luca Mannocci.[1][6]
- Abraham Weissman, detto Abe (stagioni 1-5), interpretato da Tony Shalhoub, doppiato da Franco Mannella.[1][7]
Insegnante di matematica con una cattedra alla Columbia University, una volta che la sua vita lavorativa viene scossa a causa delle esibizioni della figlia, che rende pubblico il coinvolgimento del padre in un progetto governativo segreto, decide di cambiare vita, diventando un critico teatrale per un giornale del Greenwich Village, su cui pubblica le proprie recensioni.
- Rose Weissman (stagioni 1-5), interpretata da Marin Hinkle, doppiata da Alessandra Korompay.[1][8]

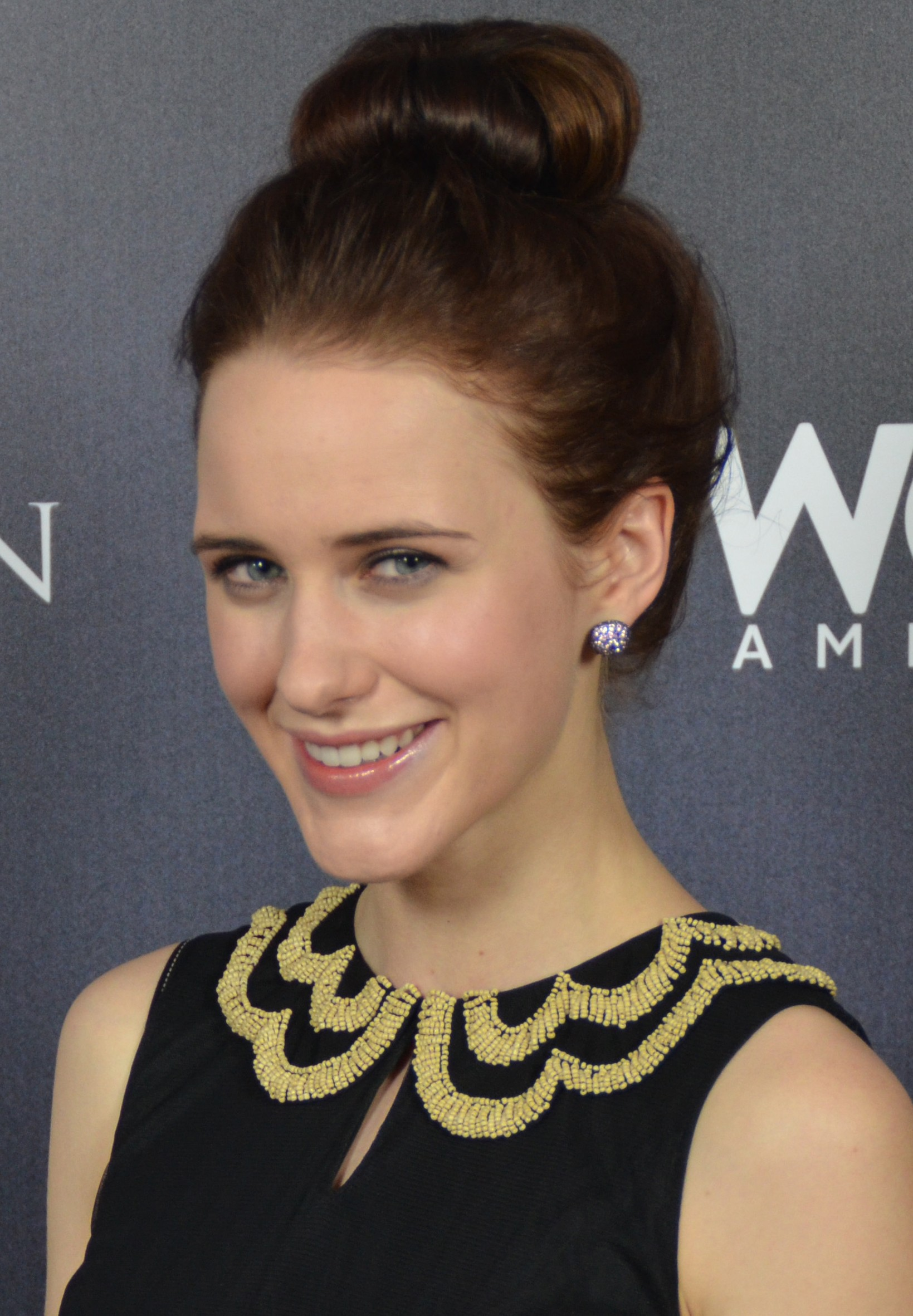
Rachel Brosnahan, interprete di Miriam Maisel
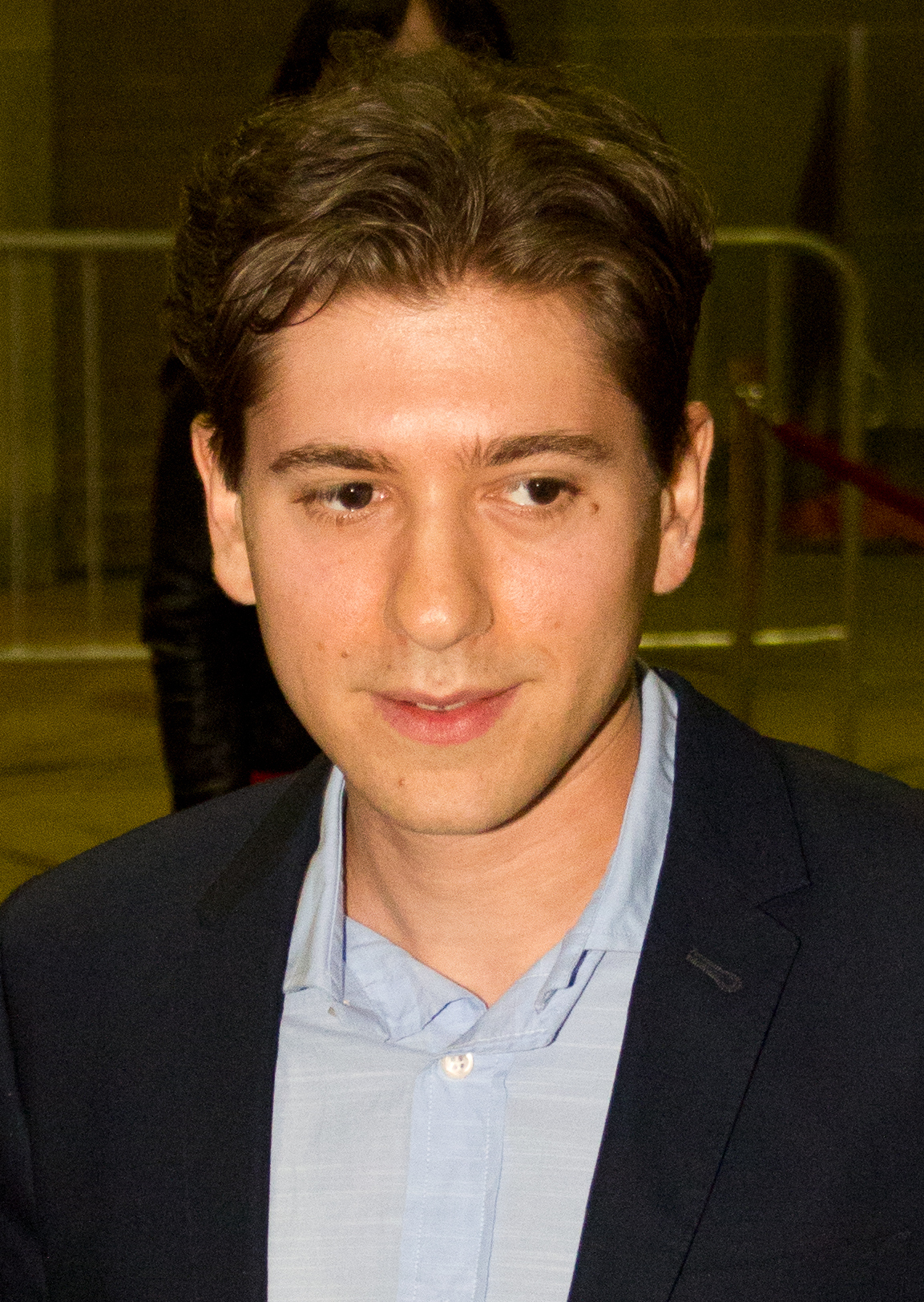
Michael Zegen, interprete di Joel Maisel
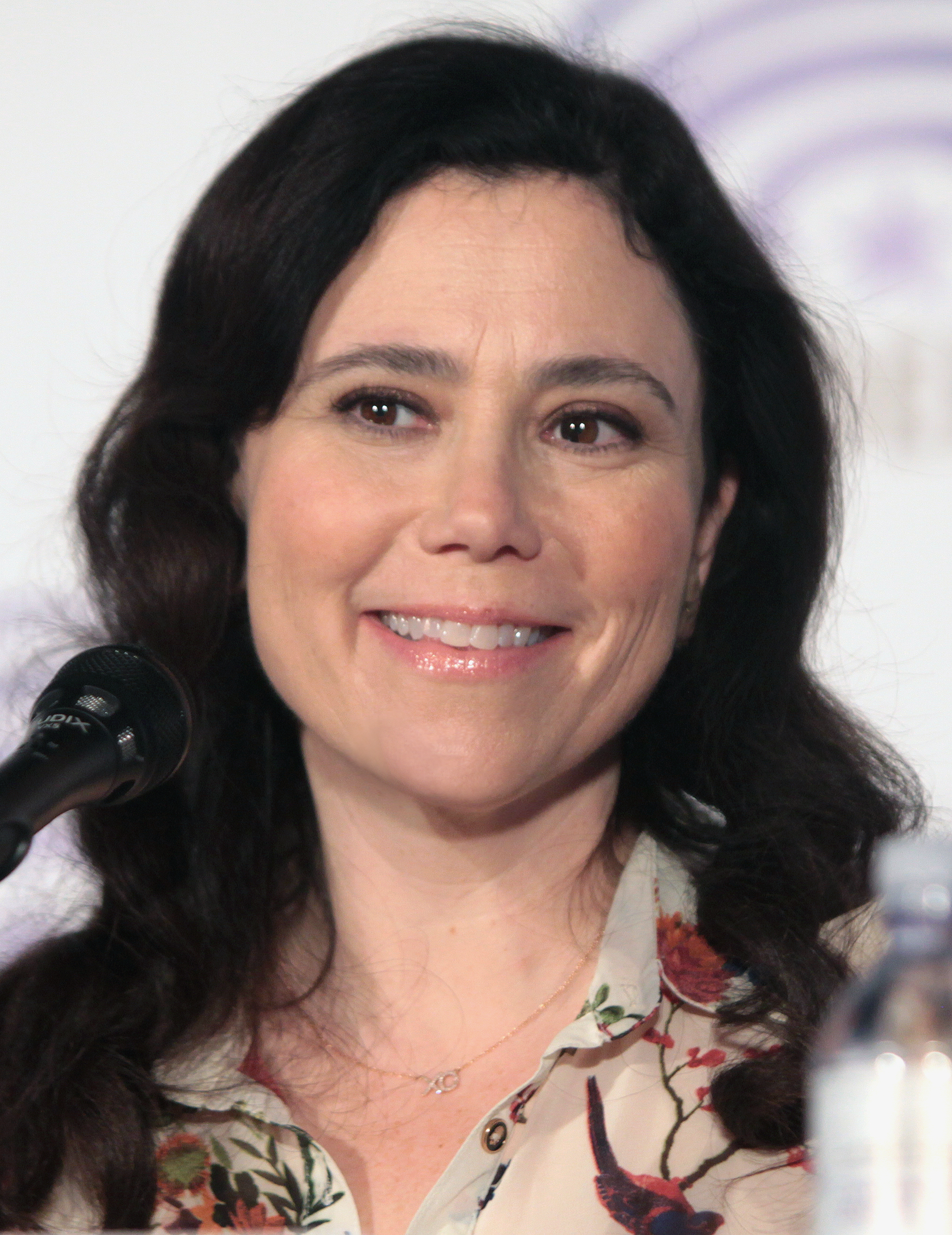
Alex Borstein, interprete di Susie Myerson
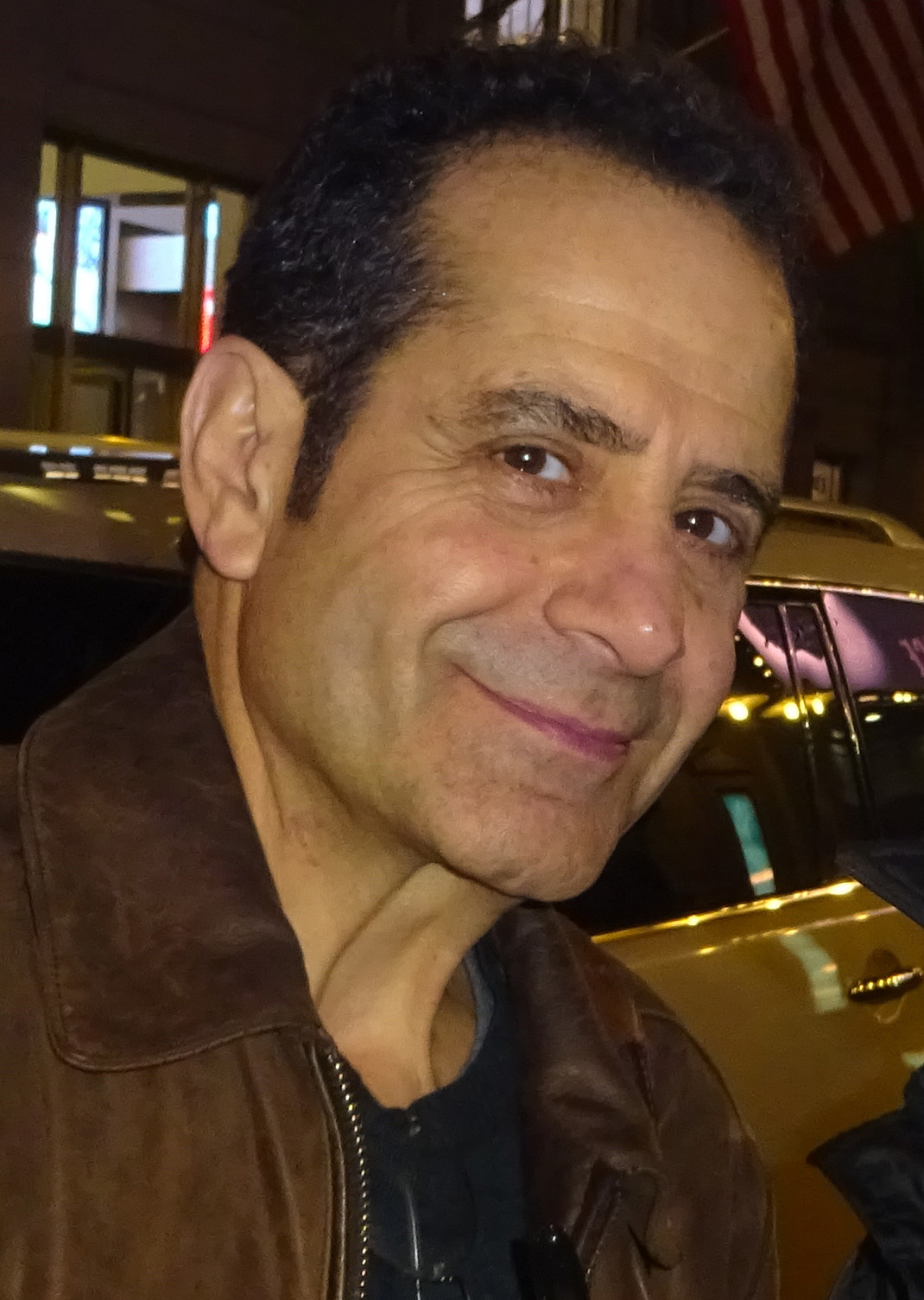
Tony Shalhoub, interprete di Abraham Weissman
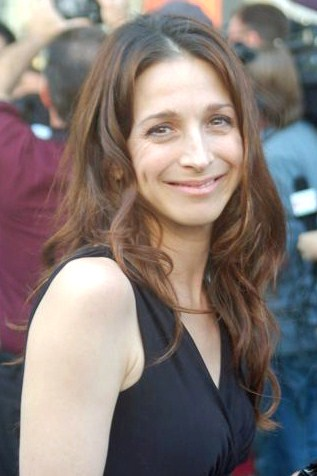
Marin Hinkle, interprete di Rose Weissman

## Personaggi ricorrenti
- Moishe Maisel (stagioni 1-5), interpretato da Kevin Pollak, doppiato da Gianni Giuliano.[1]
- Shirley Maisel (stagioni 1-5), interpratata da Caroline Aaron, doppiata da Daniela Debolini.[1]
- Penny Pan (stagioni 1, 5), interpretata da Holly Curran, doppiata da Elena Perino.[1]
È l'ex-segretaria e amante di Joel Maisel. Per lei ha lasciato la moglie e va a conviverci assieme in un nuovo appartamento. La relazione con la ragazza, tuttavia, ha breve durata, accorgendosi presto Joel di aver commesso un terribile errore nel lasciare la moglie per l'amante.
- Sophie Lennon (stagioni 1-5), interpretata da Jane Lynch, doppiata da Roberta Greganti.[1]
È la nemesi di Midge. Si tratta di un'attrice comica di successo, arrichitasi grazie al suo personaggio di una sgangherata casalinga del Queens. È un'accesa rivale di Midge, di cui cerca di boicottare la carriera dopo che quest'ultima l'ha utilizzata come soggetto di un suo pezzo, facendosene beffe. Durante la terza stagione convince Susie a farle da manager per sbarcare a Broadway in una produzione teatrale seria, ma, vittima di un esaurimento nervoso, alla prima invece di seguire il copione, deraglia interpretando il suo personaggio comico. Finisce in clinica e, una volta uscita, cerca nuovamente di reclutare Susie come agente per farle ripartire la carriera. Cosa che effettivamente avviene, dato che ottiene una parte in un quiz televisivo che conquista gli spettatori. Nuovamente intenzionata a reclutare Susie, che non ne vuole sapere più niente di lei, come manager, ingaggia Midge per aprire le puntate del proprio spettacolo televisivo, ma, alla prima apparizione, colta da un attacco di invidia e rivalità, le toglie la scena dando vita a un duello di battute tra le due, che porta Midge a insultarla e portandola ad abbandonare l'esperienza televisiva.
Sophie Lennon, così come altri personaggi della serie, non è un personaggio reale, ma è ispirata a molteplici comiche e stand-up comedian femminili statunitensi, tra cui: Moms Mabley, Phyllis Diller, Joan Rivers, oltre alla stessa interprete del personaggio, Jane Lynch.[9]
- Lenny Bruce (stagioni 1-5), interpretato da Luke Kirby, doppiato da Francesco Pezzulli.[1]
È un celebre stand-up comedian di New York che Midge conosce quando viene arrestata per oscenità e a cui paga la cauzione per uscire di prigione. Ne diviene amica e i due si aiutano, confortandosi o consigliandosi reciprocamente, in più occasioni. Lenny Bruce è l'unico personaggio reale presente nel cast tra i personaggi maggiormente ricorrenti, anche se altri personaggi realmente esistiti fanno la loro comparsa durante la serie.[3] Il personaggio è basato sull'omonimo controverso stand-up comedian statunitense, anch'egli effettivamente arrestato per oscenità a causa delle sue performance particolarmente esplicite.[3] Col tempo diviene un caro amico di Midge, che lei aiuta in più occasioni e viene ricambiata dal supporto e dalla stima dell'uomo. I due sono anche attratti reciprocamente, finendo per passare una notte assieme.
- Zelda (stagioni 1-5), interpretata da Matilda Szydagis, doppiata da Paola Majano.[1]
- Ethan Maisel (stagioni 1-5), interpretato da Nunzio Pascale e Matteo Pascale, doppiato da Sebastiano Pezzulli (stagione 1) e da Alessio Aimone (stagioni 1-5)[1]
- Jackie (stagioni 1-4), interpretato da Brian Tarantina, doppiato da Antonio Palumbo.[1]
- Archie Cleary (stagioni 1-5), interpretato da Joel Johnstone, doppiato da Gabriele Lopez.[1]
- Imogene Cleary (stagioni 1-5), interpretata da Bailey De Young, doppiata da Veronica Puccio.[1]
- Noah Weissman (stagioni 1-5), interpretato da Will Brill, doppiato da Massimo Aresu.[1]
- Astrid Weissman (stagioni 1-5). interpretata da Justine Lupe, doppiata da Francesca Manicone.[1]
- Signora Moskowitz (stagioni 1-5), interpretata da Cynthia Darlow, doppiata da Graziella Polesinanti.[1]
- Mei Lin (stagioni 3-5), interpretata da Stephanie Hsu, doppiata da Eleonora Reti.[1]
Figlia dei titolari cinesi del locale dove Joel ha aperto la sua attività, ne diventa la compagna e rimane incinta. Nella quinta stagione interrompe la gravidanza e la relazione, così da poter proseguire gli studi in medicina, spostandosi a Chicago.
- Harry Drake (stagioni 1-5), interpretato da David Paymer, doppiato da Paolo Buglioni.[1]
- Shy Baldwin (stagioni 2-4), interpretato da Leroy McClain, doppiato da Marco Vivio.[1]
È un cantante melodico afroamericano di successo, molto conosciuto e seguito.[10] Midge lo incontra per caso nel bagno delle donne dello studio televisivo in cui partecipa a una maratona televisiva e i due divengono amici,[10] tanto che Shy la ingaggia per aprirne i concerti in tournée negli Stati Uniti e in Europa. Midge viene casualmente a scoprire la sua omosessualità, tenuta strettamente segreta dal suo management e, durante uno spettacolo all'Apollo Theater vi allude con delle battute. Questo fa sì che Midge venga licenziata immediatamente prima della partenza per l'Europa e sostituita con un altro comico. In seguito il management rimpiazza totalmente l'orchestra e licenzia il suo manager di fiducia che lo segue fin dagli esordi, facendolo sposare così da mettere a tecere ogni voce che possa alludere alla sua omosessualità.
Shy Baldwing non è un personaggio reale, come lo sono invece Lenny Bruce o Moms Mabley, ma la sua figura è basata su vari personaggi reali.[10][11] A tal proposito Rachel Brosnahan, l'interprete di Midge, ha dichiarato: "è una specie di fusione di molte figure diverse che hanno avuto un successo simile, ma Johnny Mathis è la prima che mi viene in mente".[N 1].[3][10][11][12] L'omosessualità di Johnny Mathis è effettivamente stata tenuta a lungo nascosta, così come quella di Shy, emergendo solamente per errore durante un'intervista che egli credeva non venisse registrata.[3][10][11][12] Altre figure cui può essere rimandata l'ispirazione per il personaggio di Shy Baldwin comprendono: Bobby Darin, Sammy Davis Jr., Nat King Cole, Harry Belafonte (di cui alcuni spettacoli sono stati effettivamente aperti da Moms Mabley).[3][10][11][12]

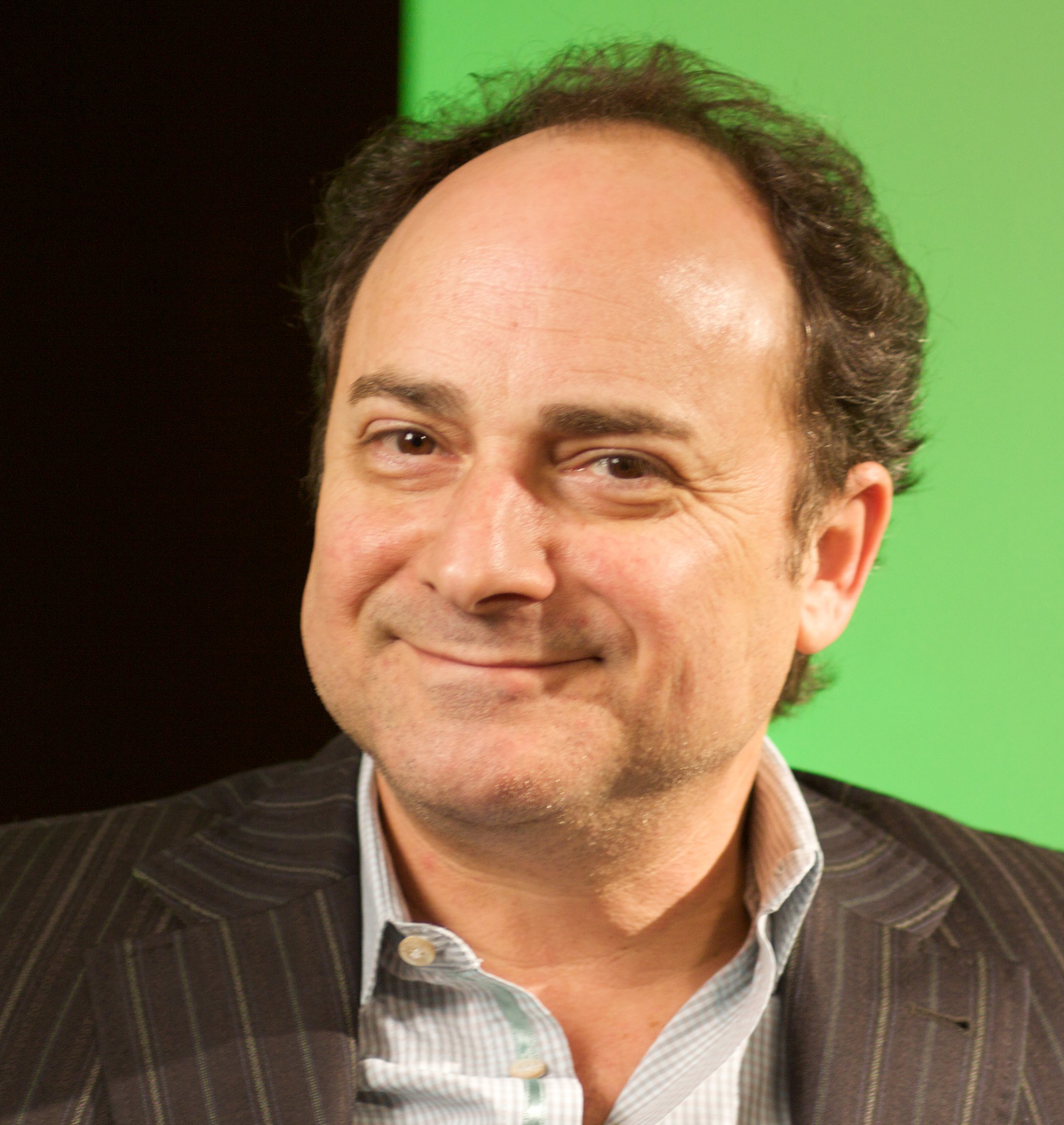
Kevin Pollak, interprete di Moishe Maisel
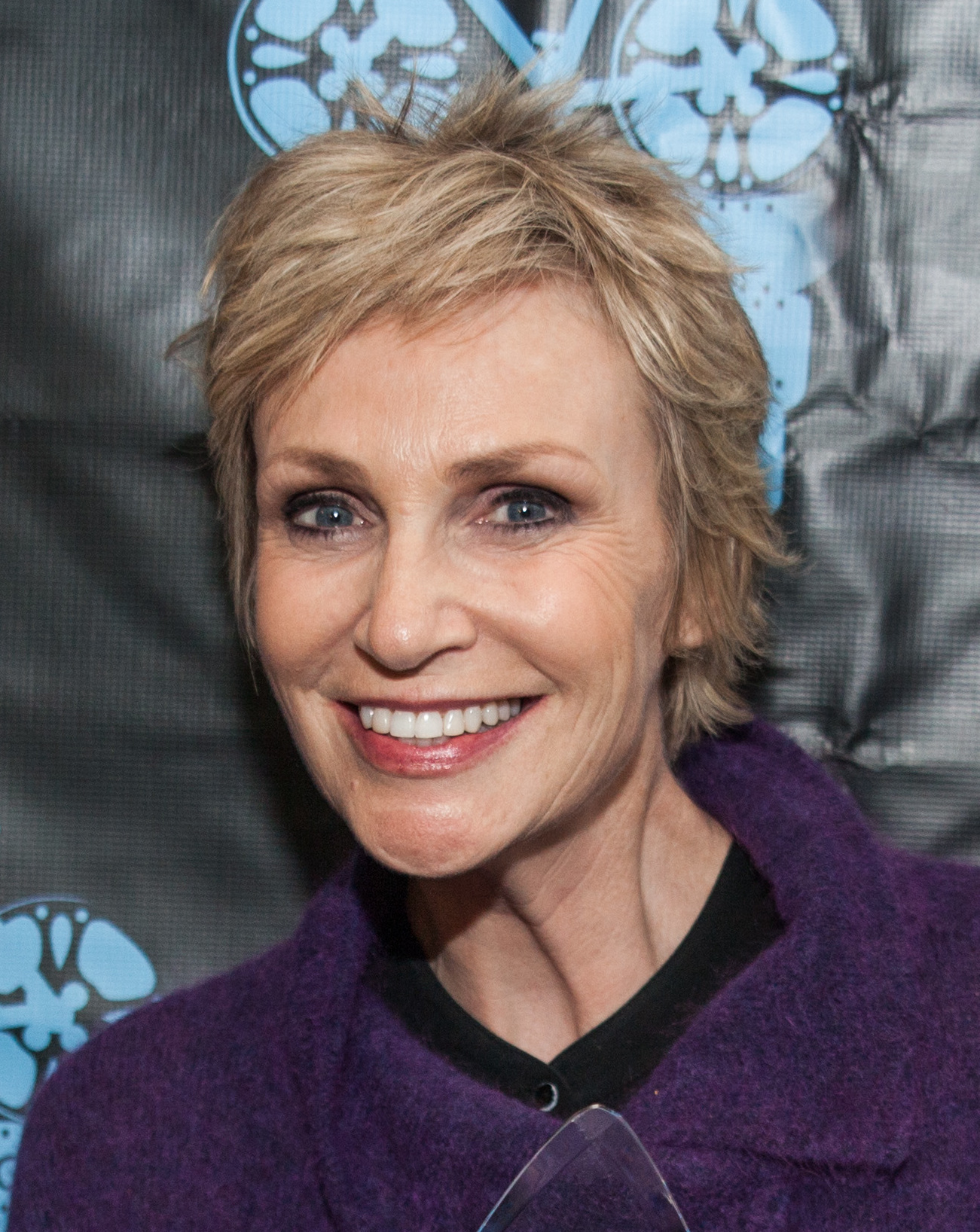
Jane Lynch, interprete di Sophie Lennon
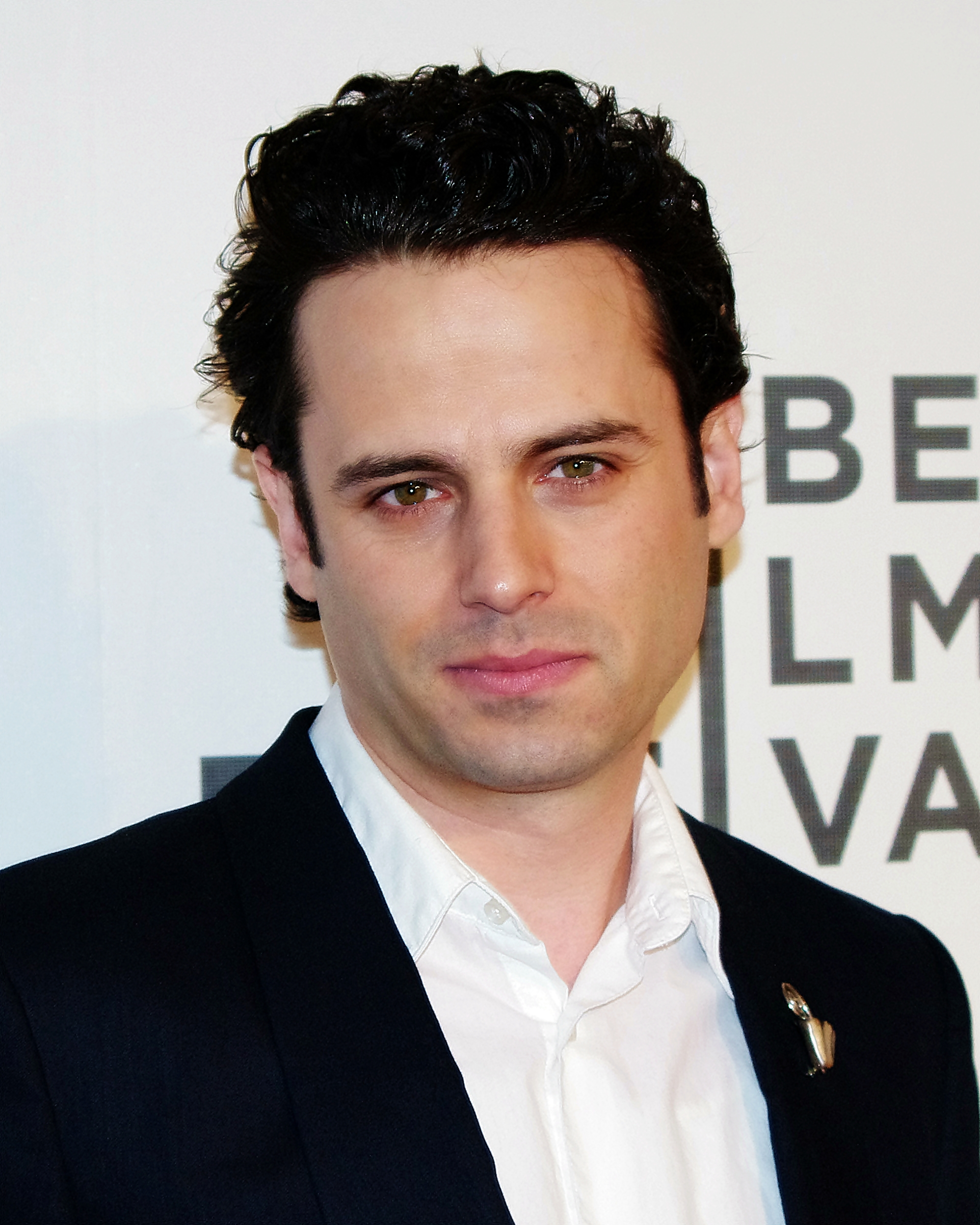
Luke Kirby, interprete di Lenny Bruce
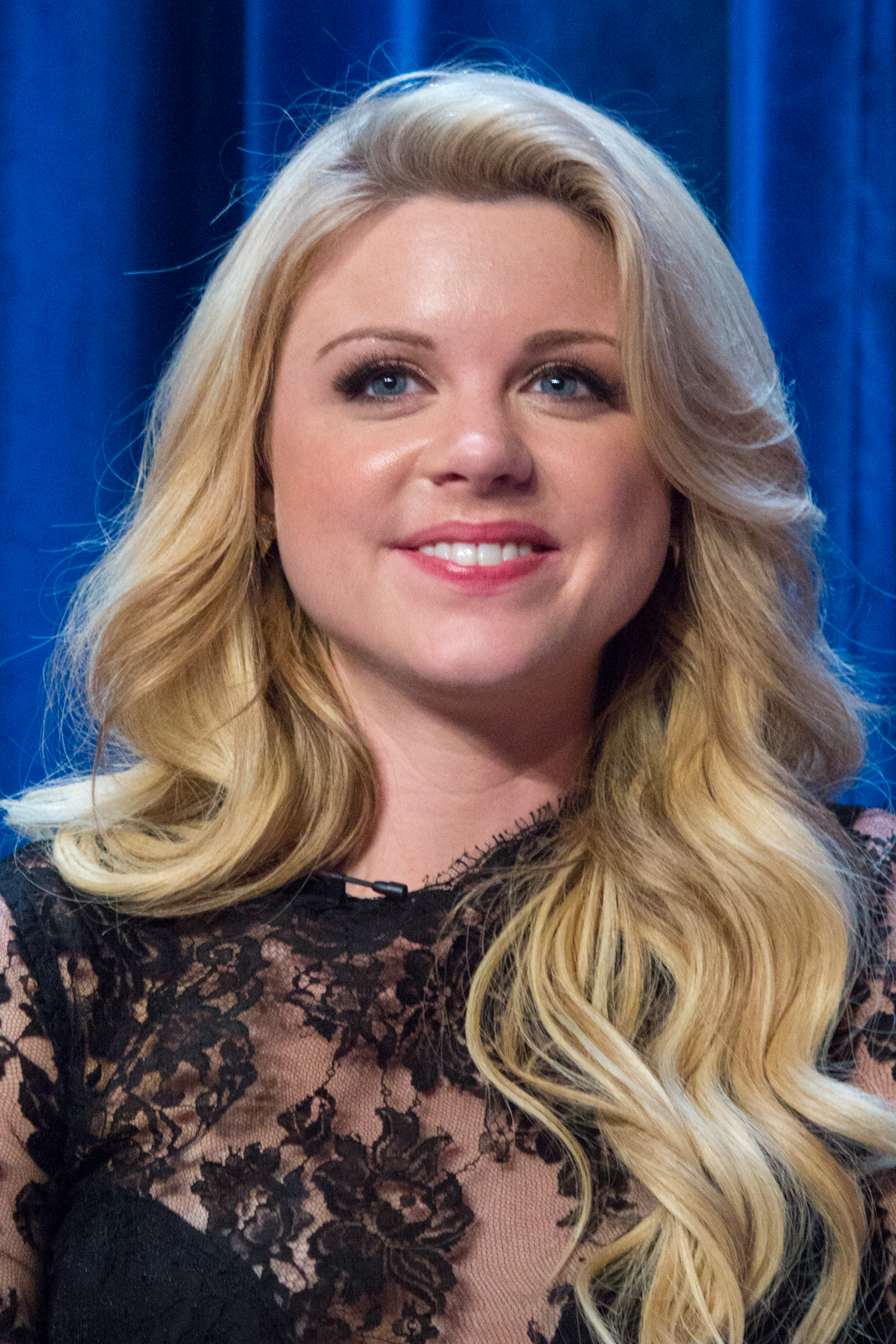
Bailey De Young, interprete di Imogene Cleary

## Guest star
- Lazarus (stagione 4), interpretato da John Waters.
Lazarus è un uomo che Midge incontra casualmente in Christopher Street (celebre via di New York al centro del movimento gay e protagonista dei Moti di Stonewall del 1969) quando cerca un locale per lesbiche in cui accompagnare la sua manager e amica Susie, convinta della sua omosessualità, così da poterle permettere di avere una vita sentimentale che la distragga dallo stress lavorativo.[13] Lazarus chiacchiera con Midge, consigliandole un bar dove effettivamente poi condurrà Susie. Il personaggio compare nel quarto episodio della quarta stagione Incontri interessanti in Christopher Street (Interesting People on Christopher Street, 2022).
- Moms Mabley (stagione 3), interpretata da Wanda Sykes.
Moms Mabley è una stand-up comedian, ispirata al personaggio realmente esistito, che apre lo spettacolo di Shy Baldwin all'Apollo Theater. Appare nell'episodio finale della terza stagione Una ragazza ebrea entra nell'Apollo... (A Jewish Girl Walks Into the Apollo…, 2019).

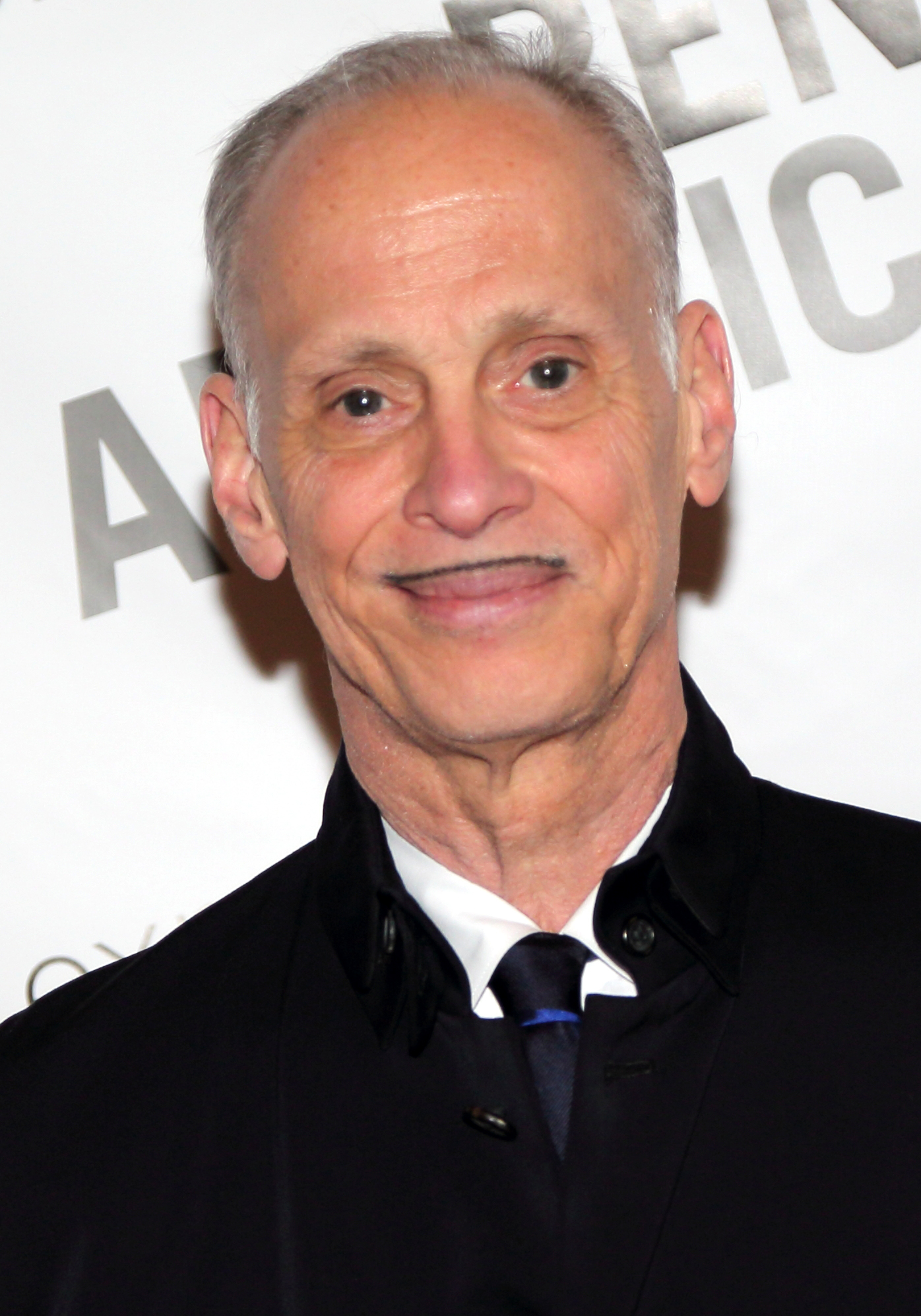
John Waters, interprete di Lazarus
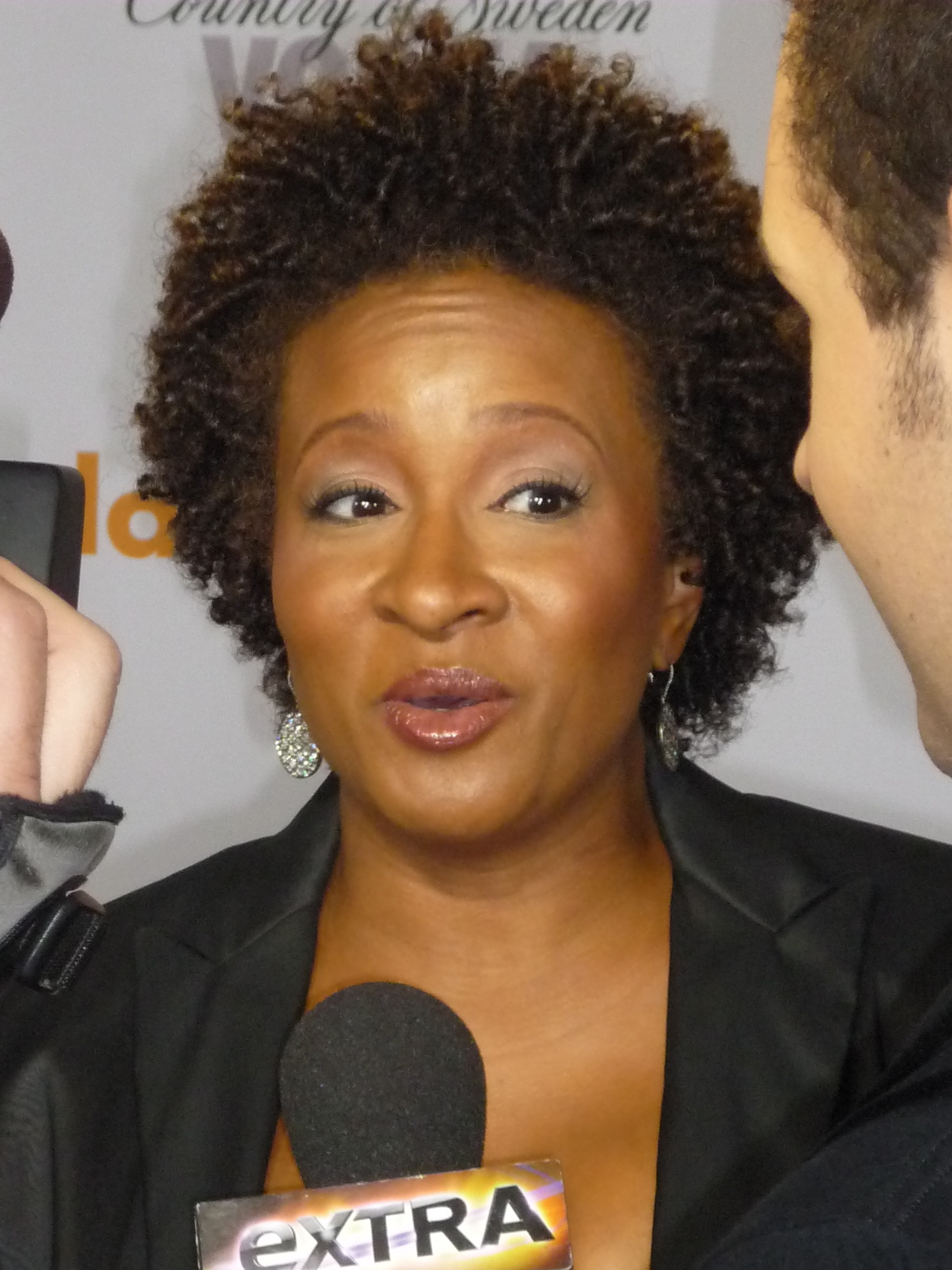
Wanda Sykes, interprete di Moms Mabley